# أكيرا يباياشي
أكيرا يباياشي (باليابانية: 井林 章) (5 سبتمبر 1990 في هيغاشيهيروشيما في اليابان – )؛ هو لاعب كرة قدم ياباني سابق كان يلعب كمدافع.

## وصلات خارجية
- أكيرا يباياشي على موقع رابطة كرة القدم اليابانية للمحترفين (اليابانية)
- أكيرا يباياشي على موقع قاعدة بيانات كرة القدم.إي يو (الإنجليزية)
- أكيرا يباياشي على موقع Soccerway.com (الإنجليزية)
- أكيرا يباياشي على موقع عالم كرة القدم.نت (الإنجليزية)